# Isocladiellopsis
Isocladiellopsis là một chi rêu trong họ Sematophyllaceae.